# Kiosk (KDE)
Kiosk 是一個允許用戶限制KDE能力的框架。它最初是設計為電腦電話亭。Kiosks 需要非常精簡和控制的環境，以防止用戶做任何有害的事。Kiosk框架被證明是有益於企業環境限制用戶哪些軟件可以使用。

## 外部連結
- The Kiosk framework README file（页面存档备份，存于）
- Kiosk Admin Tool （页面存档备份，存于）